# Norbert Walter Peters
 (septembre 2021).
Norbert Walter Peters est un compositeur, artiste sonore et auteur d'atelier de création radiophonique allemand, né à Stolberg, près d'Aix-la-Chapelle le 17 mars 1954. ) 

## Biographie
- 1981 : Norbert Walter Peters finit son éducation musicale à l'académie de la musique d’Aix-la-Chapelle, guitare, chant et luth de la Renaissance. La discipline théâtre musical[1] ainsi que des recherches musicologique[2] ont constitué un autre centre de gravité de ses études de musique[3] Peters complète son éducation musicale avec des études de la Composition musicale[4]. En plus de son travail pédagogique et artistique, Peters est aussi critique musical et journaliste indépendant[5].
- 1987 : il entre en contact avec des artistes du milieu de la Kunstakademie Düsseldorf. Il a reçu une inspiration significative grâce au contact et aux échanges avec l'artiste danois Fluxus Henning Christiansen et l'artiste visuel américain et pionnier de l'art sonore Terry Fox. Peters a développé de plus en plus des performances et des installations sonores ainsi que des objets de l’image; certains des objets sont dans des collections et dans le Suermondt-Ludwig-Museum à Aix-la-Chapelle[6]. Pendant cette période, Peters est responsable de deux événements artistiques internationaux : la série de l’art sonore : ...KLÄNGE au château de Stolberg[7], et la suite de l’performances dans le Kunstverein d'Aix-la-Chapelle[8] Après cela il est devenu de cours de l’Académie des Beaux-Arts de Sarre (composition et expérience de l'espace). À partir de décembre 2020 à mai 2023, il était directeur artistique de la série d'événements en diffuser à succès #coronawinter 2020/21 // #klangraumFinkenberg 2021/22 // #klangraumFinkenbergZwei 2022/23 en direct dans l'église évangélique de Finkenberg à Stolberg qui est diffusé sur la chaîne YouTube Stolberg Evangelisch.
- À partir de 1999, Peters fait un brouillon des pièces radiophoniques. Norbert Walter Peters réalise des installations sonores[9],[10],[11], des pièces radiophoniques[12] production de théâtre[13]  et des concerts par des commandes de compositions musicales[14],[15],[16] pour des productions radiophonique de Deutschlandradio Kultur Berlin[17],[18], et France Culture Paris[19].
- Depuis 2013, il développe aussi des compositions multimédia, qu'il publie comme des contributions art vidéo sur sa chaîne YouTube. En plus du travail vidéo Dépôt, ceci comprend le complex de travail Tide I - IV et d'autres oeuvres vidéo comme la composition multimédia #137[20].

## Œuvres (sélection)
- 1988 : action composée DIN-S18 pour la première exposition internationale helvétique de copier l'art[21]
- 1991 : chemin de croix acoustique EKSIT pour la Station de l’Art Saint Pierre Cologne[22]
- 1991 performance sonore Rond dans l'Abbaye de Mönchengladbach, D, dans le cadre du festival ENSEMBLIA, le sujet est le Parikrama comme moyen de locomotion ou d'arrêt[23].
- 1999 : installation sonore Vasí-on pour le Festival de Donaueschingen; comme une réflexion abstraite sur l'utilisation de la suite de Fibonacci, la Section d'Or et du nombre cinq dans la Nocturne Opus 37/1, No. 11 Sol-Mineur de Frédéric Chopin[24]
- 2000 : pièce radiophonique CavæTóna (voix, percussion) pour la Saarländischer Rundfunk, un thème est l'acoustique exceptionnelle dans les grottes ornées du  Paléolithique et des rituels du chamanisme[25]
- 2001 : objet de l’image. con’tinuo, cette œuvre intermédiaire se réfère à la figure de cercle S au l’anima du philosophe- et du alchimiste médiéval Raymond Lulle[26]
- 2005 : pièce radiophonique nota.thión – après le Déluge (voixs, violoncello) pour France Culture Paris et Deutschlandradio Kultur Berlin; l'histoire du déluge dans l’Épopée de Gilgamesh de la modèle originale d'écriture cunéiforme assyrienne[27]
- 2005-06 : pièce radiophonique de concert nota.thión – la lamentation du cœur repentant (flûte, voix, viola, to-play bande) pour la Bayerischer Rundfunk, utilise trois fragments de texte de langues vieil oriental : vieil-Égyptien, Hurrite et Akkadien, qui reflète trois idées de la notion de cœur dans le principe évolutionnaire de la vie, de la mort et de la réincarnation[28]
- 2009 : pièce radiophonique de concert beau son.ge - An Electric Fayerie (voix, guitare basse, guitare électrique, clarinette, violoncello, slap-guitare basse, persussion, to-play bande) pour la Saarländischer Rundfunk, présenté au festival MOUVEMENT pour musique contemporaine  Sarrebruck AMERICAN  DREAMS - AMERIKANISCHE (T)RÄUME, comme hommage à Jimi Hendrix[29]
- 2010 : pièce radiophonique dépôt de beau songe (voixs, guitare basse à 5 cordes con arco pour Deutschlandradio Kultur Berlin; utilise des textes du livre de  passages de  Walter Benjamin et travaille avec des voix des gens qui sont atteints d'aphasie[30]
- 2015/20 : pièce radiophonique D.A.S.H. (dash – anglais le trait) comme une production de musique indépendante sur l'ordinateur comme Musique de l'Asphalte #1 par des partitions graphiques. Des dessins de rue des travailleurs migrants italiens dans le sud de la Forêt-Noire en Allemagne faire en tant que modèle graphique, ils ont été documentés photographiquement par l’artiste allemand Herbert Falken en 2003; ces photos de l'asphalte ont été présentés dans le Musée Kolumba d'Archidiocèse de Cologne entre 2009 et 2010[31]; il est publié sur sa chaîne YouTube[32] D.A.S.H. dans le cadre de la bande-sonore du festivale de danse Revelación du PRISMA DANCE THEATRE (Havane/Cuba): Festival de Danse 2024, Montjoie (D), 15.09.24 et Festival DZM 2024, Cáceres (Espagne), 29.09.24[33]. Live 15.09.2024, Monschau/Aukloster[34].
- 2011/2019 trois ars acustica-production musicale avec le Joseph Beuys-étudiant en master et artist visuel Hartmut Ritzerfeld comme interprèt, que Peters a publié sur sa chaîne YouTube[35]
- 2016/20 : la pièce de concert expérimentale Kafka écrit à nouveau - comme Musique de l'Asphalte #2 - est une Musique bruitiste en ternaire pour trombone ténor, contrebasse/guitare basse, guitare électrique, percussion, to-play bande et piano préparé. La première a eu lieu dans le Kunstverein d’Aix-la-Chapelle. Live 07-03-2020 [36],[37]
- 2022 : la pièce de concert Peppel Suite pour gravier, chekeré, voix. La première a eu lieu dans #klangraumFinkenberg. Live 30-04-2022 [38]
- 2023 : la pièce de concert #fantasia (Le clavecin brûlant) pour clavecin La première a eu lieu dans #klangraumFinkenbergZwei[39]

## Concours
- Troisième Prix au Concours International de Courts Pièces Radiophoniques Track 5 minute (2025) de la Radiodiffusion Autrichien Ö1 [40]